# Festival Internacional de Cine de Mujeres de Salé
El Festival Internacional de Cine de Mujeres de Salé (en árabe: المهرجان الدولي لفيلم المرأة بسلا) es un festival de cine que se celebra en Salé, Marruecos. organizado por la Asociación Bouregreg bajo el patrocinio del rey Mohamed VI con el objetivo de promover el trabajo de las mujeres en la industria cinematográfica. 
La primera edición del festival se celebró en septiembre de 2004. Dos años después, en 2006 se celebró la segunda edición. Desde 2009 se convoca anualmente (con la excepción de 2020, debido a la pandemia de Covid-19).
Cada edición tiene un país invitado. Junto al visionado de películas se celebran talleres y foros de debate. El principal galardón es La Vela de oro de Salé. 

## Ediciones

### I Edición (2004)
Presidido por la francesa Marianne Piquet, Directora del Centre d'Action Cinématographique Le Rex de Châtenay-Malabry, el jurado estuvo compuesto por la realizadora marroquí Narjiss Nejjar, la egipcia Inès Daghidi, la griega Sophia Hiniadou-Combanis y la española Inmaculada Gutiérrez Gordillo. El festival rindió homenaje a la marroquí Habiba Medkouri con la proyección de Sans toit ni loi (1982) y a la egipcia Faine Hamama con Bidaya Oua Nihaya. Se clausuró con la película de Narjiss Nejjar fuera de competición Les Yeux secs.

### XI Edición (2017)
El país invitado fue Turquía. Se realizó un homenaje a la actriz egipcia, Rogena, la marroquí Fadila Benmoussa, y la turca Defne Halman. El jurado de la competición oficial fue presidido por la francesa Dominique Cabrera. El jurado de la competición de documentales fue presidido por la realizadora senegalesa Fatoumata Binetou Kandé. Entre los temas de debate estuvieron: “Discurso del cuerpo en el cine: la palabra a las mujeres”, “Producción: problemas y riesgos: una aproximación comparada a las experiencias marroquí y turca” y “La industria cinematográfica y audiovisual: de la cosificación de la mujer a la paridad”.

### XIV Edición (2021)
Como país invitado de honor: Suiza. Homenaje: actriz marroquí Touria Alaoui
- Gran Premio del Festival: Kuessipan de la canadiense Myriam Verreault,

- Premio del Jurado fue para Costa Brava de la libanesa Mounia Aki.

- Premio primera producción: Clara Sola, de la costarricense sueca Nathalie Alvares Mesén.
- Mejor documental: Comme je veux de la directora palestina Samaher Alqadi
- Premio público joven al mejor cortometraje: Janna de la marroquí Meriem Abid y el de largometraje a La Guérisseuse de Mohamed Zineddine.
- Mejor interpretación femenina: Maria Scares por su papel en Mare de Andrea Staka
- Mejor interpretación masculina: Saleh Bakri por su papel en Costa Brava.